# Budhlada
Budhlada is een nagar panchayat (plaats) in het district Mansa van de Indiase staat Punjab. 

## Demografie
Volgens de Indiase volkstelling van 2001 wonen er 23.499 mensen in Budhlada, waarvan 53% mannelijk en 47% vrouwelijk is. De plaats heeft een alfabetiseringsgraad van 68%. 